# Pueblo iu mien
El pueblo iu mien (iu mienh 勉) es un subgrupo de la rama pan yao de la nacionalidad yao. Según la Comisión de Asuntos de Nacionalidades de la Región Autónoma Zhuang de Guangxi en China, este subgrupo es el más grande de los tres principales grupos yao.
El idioma iu mien se clasifica como perteneciente a la familia de lenguas hmong-mien. 
Las poblaciones de iu mien se pueden encontrar en:
- El sur de China (Hunan, Guangxi, Guizhou, Guangdong, Yunnan)

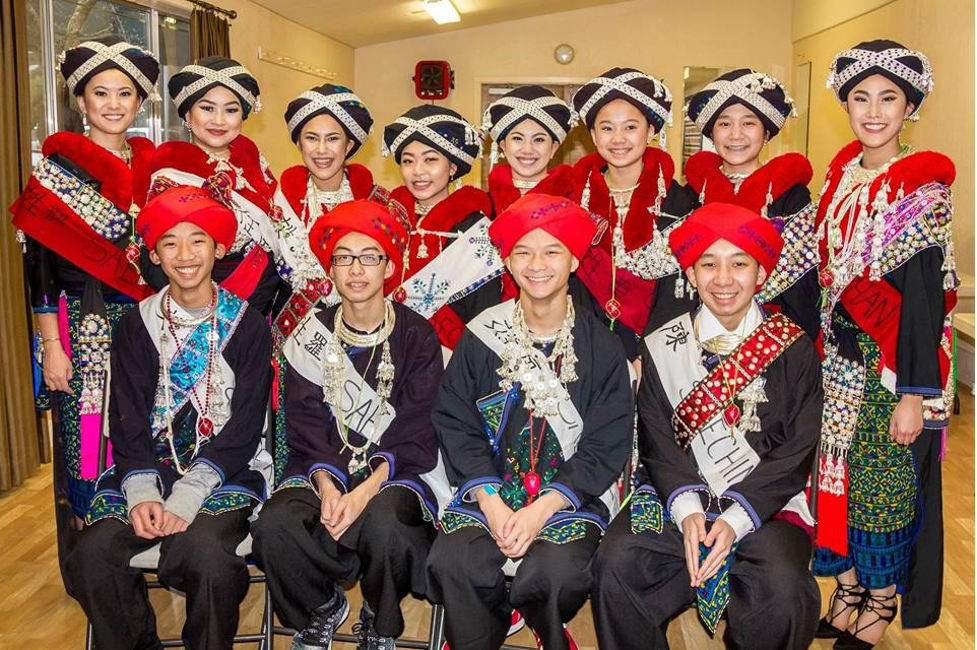
Jóvenes iu mien en Estados Unidos - Celebración del Año Nuevo Lunar

- Vietnam
- Laos
- Tailandia
- Birmania
- Estados Unidos
- Francia
- Otras naciones occidentales

## Clasificación étnica
Los iu mien están oficialmente clasificados en China y la mayoría del sudeste asiático como un subgrupo de la nacionalidad yao. Una clasificación más detallada de la nacionalidad yao incluye tres grupos principales: 1) pan yao, 2) bunu yao y 3) pingdi yao. El grupo pan yao es el más numeroso en China y el sudeste asiático, y los estadounidenses de ascendencia mien forman parte de este grupo.
La nacionalidad yao fue oficialmente reconocida por el gobierno chino en la década de 1950. El recién establecido gobierno comunista chino emprendió un proyecto de "clasificación étnica" que tenía como objetivo reconocer formalmente los diversos grupos nacionales dentro de China. Para lograrlo, se formaron equipos de investigación gubernamentales encargados de estudiar regiones geográficas comunes, idiomas, tradiciones culturales, características físicas y otros factores definitorios. Al completar el proyecto, el pueblo yao o yaozu fue oficialmente reconocido como una de las cincuenta y cuatro nacionalidades en China (lista de grupos étnicos en China). En 1974, se incluyó una nacionalidad adicional (jino), lo que elevó el número total de nacionalidades reconocidas a cincuenta y cinco.
En Vietnam, el término "yao" no se utiliza para referirse a este grupo étnico. En su lugar, se utiliza el término "dao". Además, los iu mien, al igual que otros subgrupos clasificados como yao, no se autodenominan "yao". Prefieren referirse a sí mismos como "iu mien" o "mien".

## Panhu: El mito de origen mien
El mito de Panhu sugiere la existencia de un antiguo reino yao (mien) soberano y glorioso. Sin embargo, el estado también lo utilizó para justificar la "otredad" percibida del pueblo yao, considerándolos incivilizados y destinados a vivir en las tierras salvajes. A pesar del mensaje original, los yao adoptaron el mito para respaldar su propia autonomía para vagar por las montañas y evitar las cargas de los impuestos y el trabajo forzoso.
Un día una anciana sufría una enfermedad incurable y un terrible dolor de oído, hasta que un médico le extrajo un gusano de su oído, logrando así su curación. La gente decidió poner al gusano en un recipiente de vino, donde creció hasta convertirse en un perro de colores llamado Panhu.
El emperador Diku (Gaoxin) se encontró en guerra con el Estado de Quanrong, liderado por el astuto y efectivo Mariscal Wu. A pesar de enviar numerosas tropas para vencer al ejército de Wu, todas fueron infructuosas. El emperador entonces proclamó que quien pudiera traer la cabeza del Mariscal Wu recibiría una recompensa de 200 gramos de oro y la mano de la princesa más joven en matrimonio. Sin embargo, a pesar de la generosa oferta, nadie aceptó el desafío, gracias a la reputación de Marshall Wu. Durante la proclamación del emperador, Panhu, aceptó silenciosamente el desafío.
Tiempo después, Panhu regresó al palacio sosteniendo la cabeza decapitada de Marshall Wu. El emperador quedó asombrado por la valentía de Panhu. No obstante, el emperador no cumplió su promesa de casar a Panhu con la princesa, pensando que su hija no podía casarse con un perro. Pero la princesa insistió en que su padre honrara su palabra o de lo contrario el país caería en la desesperación. Finalmente, el emperador, a regañadientes, permitió que Panhu se casara con la princesa.
Los recién casados se establecieron en las montañas del sur, donde la princesa cambió sus vestidos brillantes por ropas sencillas. Vivieron en una cueva en lo profundo del bosque, donde comenzaron una nueva vida. Sin embargo, el emperador estaba preocupado por su hija y envió emisarios a la montaña para buscarla a ella y a Panhu. Una densa niebla y una tormenta masiva hicieron que la expedición fuera infructuosa.
Años después, la princesa volvió al palacio con sus doce hijos, quienes habían creado su propio idioma y no podían comunicarse más allá de las montañas. Con el tiempo, formaron su propia comunidad y quedaron exentos de pagar impuestos al gobierno. Esta nueva comunidad honraba a su ancestro, Panhu, vistiendo ropas decoradas con el emblema de una cola.
Anecdotes about Spirits and Immortals, by Ganbao (317-420)
En la tradición mien, este mito representa un vínculo entre la humanidad y los animales, así como la conexión entre el mundo terrenal y el espiritual. Los doce hijos de Panhu y la princesa, cada uno representando un clan, son considerados los antepasados fundadores de las diferentes ramas de la comunidad mien. En la actualidad, la historia de Panhu y la princesa sigue siendo transmitida de generación en generación dentro de la comunidad mien, fortaleciendo los lazos identitarios.

## Historia antigua
Alrededor del año 300 a. C., las migraciones de chinos han al sur de China causaron importantes cambios culturales y una mayor interacción con grupos étnicos que no eran han, como los yao (mien). Durante este período, los yao (mien) adoptaron apellidos chinos y su estructura social experimentó cambios.
Estas migraciones se intensificaron en el siglo VI, cuando los migrantes yao se establecieron en las montañas de Nanlingshan, abarcando las provincias actuales de Hunan, Guangxi y Guangdong. Durante siglos, la relación entre los yao y el estado estuvo marcada por conflictos frecuentes. Las tensiones aumentaron durante la dinastía Han tardía, y muchas comunidades se vieron obligadas a migrar hacia áreas remotas para evitar la asimilación cultural o económica. 
Durante la dinastía Tang, los registros estatales utilizaron el término "moyao" para identificar al pueblo yao, marcando así el reconocimiento de su identidad étnica. En la dinastía Song, se obtuvo más información sobre los yao, aunque se utilizaron variaciones de su nombre como "yaoren" o "manyao". 
Las rebeliones eran comunes, y desde la dinastía Song hasta la dinastía Qing, hubo numerosas revueltas documentadas, lo que reflejaba la tensión continua en los territorios ocupados por los yao. Durante la dinastía Qing, los yao también practicaban la agricultura de tala y quema, lo que llevó a un conflicto adicional con las autoridades. En 1832, estalló una rebelión a gran escala entre los yao de la región fronteriza de Hunan, Guangxi y Guangdong, lo que tuvo importantes implicaciones para la dinastía Qing en términos de desafíos políticos, sociales y militares, así como en la gestión de su vasto imperio.

## Registros históricos adicionales
Los registros históricos iu mien dividen su historia en tres niveles de duración desconocida: primera edad, segunda edad y tercera edad. La era actual se mide en generaciones de 60 años y no está registrada en estos niveles.
Los iu mien creen que su civilización comenzó con el rey Pan, quien creó el universo, la tierra, el cielo y la humanidad. Además, de este rey proceden algunos de los apellidos modernos iu mien: Phan, Saephanh, Saepharn, Phanh, Pan, Pharn, entre otros.

### Enfrentamientos con el gobierno chino
Según los registros, en 1262 los iu mien vivían en el sur de China cultivando cerca de los ríos Zu Jaang y Hu Jaang. La administración de Yongh Ziuh los obligó a trasladarse a zonas aisladas del bosque durante 70 años, pero les permitió mantener su culto al rey Pan.
Más tarde, el gobierno Ming persiguió a los iu mien de manera tan agresiva que casi los hicieron desaparecer por completo. Tras una rebelión contra Ming, los Iu Mien recuperaron algo de poder y establecieron un tratado de paz. Sin embargo, este tratado les prohibió tener su propio reino y les obligó a vivir en las colinas y tierras altas.

### Sequía y migración
Una sequía de tres años obligó a los iu mien a buscar nuevas tierras. Intentaron cruzar un río en doce botes, pero una tormenta los detuvo. Invocaron a un espíritu para que los ayudara y finalmente llegaron a la actual provincia de Guangdong (China). Desde allí se extendieron a otras regiones del sudeste asiático.

### Derrota del rey Pan
Hace 1000 años, el rey Pan luchó contra el emperador chino por un territorio en disputa. Los iu mien sufrieron grandes pérdidas y se vieron obligados a firmar un tratado. Este tratado les permitía mantener su identidad cultural y vivir en las montañas, pero les prohibía formar su propio gobierno.

### Migración de China a Vietnam
Debido a la agricultura de tala y quema, los iu mien se trasladaron a Vietnam en busca de tierras fértiles. Sin embargo, sufrieron persecución por parte de la población local, que los acusaba de crímenes y les imponía altos impuestos. En busca de un nuevo hogar, los terminaron trasladándose a Laos y Tailandia.

## Historia moderna
La migración de los mien a Laos y Tailandia estuvo compuesta por varios pueblos que se habían trasladado a Yunnan en el siglo XV. A diferencia de las migraciones modernas que siguen fronteras políticas, el desplazamiento de los mien y otras comunidades de las tierras altas del sudeste asiático se basó en la geografía. A finales del siglo XIX y principios del XX, las fronteras entre China, Vietnam y Laos no estaban claramente delineadas como lo están hoy.
Alrededor de 1850, el primer grupo mien llegó a Laos guiado por cazadores de elefantes que descubrieron tierras fértiles para cultivar en Namtha, al norte de Laos. Tras esta oleada inicial, una sequía azotó el sur de Yunnan a finales del siglo XIX, provocando una segunda ola migratoria. Para algunos Mien, el traslado se debió al agotamiento de sus parcelas en las montañas; la escasez de tierras fértiles era un factor clave que impulsaba la emigración continua desde China. Los mien llevaban siglos migrando de su tierra natal en la provincia de Hunan, en parte debido a este mismo desafío. La realidad de la agricultura de tala y quema es que el rendimiento finalmente se vuelve insuficiente.

### Vida en Laos y Tailandia
Tras establecerse en Laos y Tailandia, los iu mien lograron una mayor independencia. Un grupo emigró de Vietnam a Tailandia, mientras otro lo hizo a Laos. Formaron sus propias aldeas dirigidas por jefes elegidos por ellos mismos. Los gobiernos de Laos y Tailandia apoyaron en la selección de estos líderes, quienes se encargaban de los asuntos de la aldea y reportaban al alcalde o gobernador sobre problemas sociales. En general, se les permitió conservar su cultura, identidad, idioma, costumbres y tradiciones.
Las familias iu mien con recursos podían darse el lujo de tener casas en la ciudad y enviar a sus hijos a la escuela. Por otro lado, los más humildes encontraban tierras fértiles para cultivar sin restricciones del gobierno. La tierra era generosa, con suelos ricos que permitían cultivar libremente en cualquier parte del campo. Durante generaciones, los iu mien lograron la autosuficiencia gracias a sus cosechas. Los bosques tropicales de Laos y Tailandia eran su despensa natural: ofrecían animales salvajes para cazar, frutas tropicales y verduras silvestres que complementaban su dieta. Los ríos abundaban en peces, proporcionando otra fuente de alimento. Esta vida en armonía con el entorno duró por generaciones hasta 1960, cuando la Guerra Fría llegó a la región y alteró su tranquilidad.

### La Guerra Fría y los iu mien
En los 60, la Guerra Fría dividió al sudeste asiático. Estados Unidos y la URSS propagaron sus ideologías en Vietnam, Laos y Camboya, desatando guerras civiles. Vietnam se partió en dos, originando la sangrienta Guerra de Vietnam. Laos y Camboya sufrieron divisiones similares.
La cominidad iu mien se vio envuelta en el conflicto, ya que la CIA reclutó a sus miembros para luchar contra los comunistas en Laos. Laos se convirtió en el país más bombardeado de la historia y por ello muchos laosianos, incluso los iu mien, se vieron obligados a huir de sus hogares y convertirse en refugiados.
Para 1975, los comunistas tomaron el control de Laos. Muchos líderes del gobierno anterior fueron enviados a campos de concentración o ejecutados. La Guerra Fría trajo devastación al sudeste asiático y los iu mien, como muchos otros, sufrieron enormemente.

### Escape de Laos
Tras apoyar a la CIA en la Guerra Fría, los iu mien se convirtieron en enemigos del régimen comunista de Laos. A mediados de 1975, huyeron en masa a Tailandia. Caminaron un mes por peligrosas veredas, cargando a pie sus pertenencias y enfrentando minas, bandidos y ríos crecidos.
Cuando los refugiados iu mien llegaron a la frontera tailandesa, se enfrentaron a la persecución comunista de Laos. Sin embargo, las tropas de patrulla fronteriza tailandesas los detuvieron en la frontera entre Tailandia y Laos. De vez en cuando, el ministro de Defensa tailandés cerraba la frontera y no permitía que los refugiados entraran a Tailandia en ciertos momentos.
Los campos de refugiados fueron financiados y establecidos por el Alto Comisionado de las Naciones Unidas para los Refugiados y vigilados por las autoridades tailandesas. Los campos estaban rodeados de alambre de púas y custodiados por soldados tailandeses las 24 horas del día, los 7 días de la semana. A los refugiados no se les permitía salir de los campos. 
Las condiciones de vida eran muy precarias. No había agua corriente ni limpia para beber o ducharse. La higiene personal era deficiente y provocaba enfermedades. La comida era distribuida por el programa del ACNUR, pero debía pasar por las autoridades tailandesas antes de llegar a los necesitados refugiados. Para cuando la comida llegaba a las familias refugiadas, era muy limitada. Todos los refugiados padecían hambre, malnutrición y todo tipo de enfermedades, y muchos perdieron la vida durante su estancia en el campo de refugiados.

### Reubicación en occidente
Tras la guerra, algunos países occidentales entrevistaron a los refugiados laosianos para su reasentamiento. De esta forma, entre 1976 y 1995, más de 40 000 iu mien llegaron a Estados Unidos, principalmente a California, Oregon, Washington, Alaska y Carolina del Norte. Hoy en día, se han extendido por todo el país buscando trabajo, educación o formando familias.
Francia recibió a unos 1500 refugiados, mientras que Canadá acogió a 400. Australia, Nueva Zelanda y Dinamarca también recibieron a algunas familias.
Cada migración supuso dejar atrás a otros iu mien. La mayoría aún vive en China (entre 2 y 3 millones), Vietnam (más de 500 000) y Tailandia (más de 50 000). Unos 30 000 permanecen en Laos.

## Los iu mien en Estados Unidos
Artículo principal: Inmigración iu mien en los Estados Unidos
Más de 40 000 personas iu mien han encontrado un nuevo hogar en Estados Unidos, principalmente en California, Oregon y Washington. Muchos han accedido a la educación superior, e incluso algunos han asistido a universidades prestigiosas. Profesionales como médicos y abogados están surgiendo de la comunidad iu mien, contribuyendo a la sociedad estadounidense.
Sin embargo, el camino no ha sido fácil. La primera generación enfrentó el choque cultural y barreras lingüísticas. Muchos lucharon contra el desempleo y dependieron de los servicios sociales. Aprender inglés y adquirir habilidades laborales fue crucial para que se volvieran autosuficientes.
A menudo surgen conflictos culturales entre padres e hijos. Si bien los niños se adaptaron rápidamente a la cultura estadounidense, los padres a veces lo ven como una falta de respeto. Esto causa estrés y problemas de salud mental dentro de las familias. Todavía se necesitan recursos financieros y programas de salud mental para abordar estos desafíos.
La adicción a las drogas y el alcohol han sido otros problemas que la primera generación enfrenta, a menudo como una forma de lidiar con el estrés y el aislamiento. La falta de confianza en la medicina moderna también ha jugado un papel.
La segunda generación está experimentando menos pobreza y desventaja. Aprovechando las bases establecidas por sus padres, están cursando estudios superiores y logrando el éxito en el mercado laboral.